# Dodemorph
Dodemorph ist ein Pflanzenschutzmittel aus der Gruppe der Morpholine.

## Geschichte und Verwendung
Dodemorph wurde 1965 bei BASF entdeckt und 1971 als Fungizid auf den Markt gebracht. Dodemorph ist das erste Morpholin-Fungizid, welches kommerzialisiert wurde, und damit auch der erste Sterinbiosynthese-Hemmer. Es wird insbesondere gegen Echten Mehltau eingesetzt. Dodemorph wirkt als Hemmstoff der Sterol-Δ8/7-Isomerase und der Sterol-Δ14-Reduktase in der Ergosterinbiosynthese.

## Gewinnung und Darstellung
Dodemorph kann durch Umsetzung von Cyclododecylamin mit Propylenoxid und Schwefelsäure gewonnen werden.

## Stereochemie
Chemisch ist Dodemorph ein Gemisch von drei Stereoisomeren:
- meso-Verbindung,
- (R,R)-Isomer und
- (S,S)-Isomer,

wobei das (R,R)-Isomer und das  (S,S)-Isomer ein Racemat bilden, also ein  1:1-Gemisch darstellen. Dieses Gemisch wird auch trans-Isomer genannt.

## Zulassung
Die EU-Kommission nahm Dodemorph 2008 mit der Beschränkung auf „Anwendungen als Fungizid an Zierpflanzen in Gewächshäusern“ in die Liste der Pflanzenschutzmittel-Wirkstoffe auf.
Die Zulassung von Dodemorph lief in der Europäischen Union zum 31. August 2024 aus, sodass heute keine Präparate mit dem Wirkstoff mehr erhältlich sind. Auch in der Schweiz gibt es keine zugelassenen Pflanzenschutzmittel mit Dodemorph.